# Instituto de Hermanas Bethlemitas
El Instituto de Hermanas Bethlemitas (en latín: Instituti Sororum Bethlehemitarum), cuyo nombre oficial es Instituto de Hermanas Bethlemitas Hijas del Sagrado Corazón de Jesús, es una congregación religiosa femenina de la Iglesia católica, fundada en 1668, inspirada en la obra de Pedro de San José de Betancur, fundador de la rama masculina, Orden de los Hermanos de Nuestra Señora de Bethlehem. A las religiosas de este instituto se les conoce como betlemitas y posponen a sus nombres las siglas NOVA.

## Historia

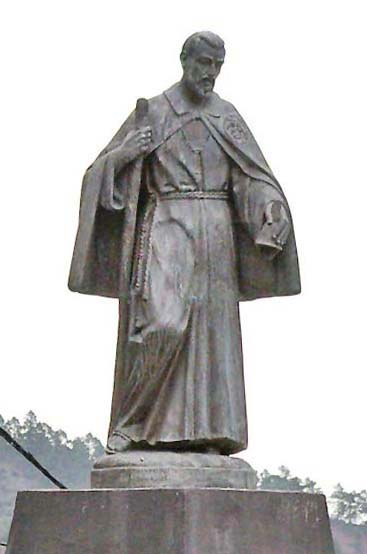
Estatua del Hermano Pedro de Betancur en Vilaflor de Chasna (Tenerife). Pedro de Betancur es el fundador de la Orden Betlemita. Inspirado en su obra, Rodrigo de la Cruz, su sucesor, fundó la rama femenina.

El instituto tiene su origen en la Orden de los Hermanos Betlemitas, cuando uno de sus miembros, Rodrigo de la Cruz, sucesor de Pedro de San José de Betancur en el gobierno general, fundó en 1668, junto con Agustina Delgado y Mariana Delgado, la rama femenina. Los problemas que surgieron luego de la independencia de Guatemala fueron nefastos para la orden, con la supresión de la rama masculina y la dispersión de la femenina.
En 1838 ingresa en el Beaterio de Belén de Guatemala María Vicenta Rosal, natural de Quetzaltenango, Guatemala, quien toma el nombre de María Encarnación del Corazón de Jesús. Fue elegida Priora en 1855 y emprendió la reforma del beaterio escribiendo las nuevas constituciones. Al no ser aceptada la reforma y tener problemas con las autoridades eclesiásticas, fundó un nuevo convento, haciendo posible que el carisma y la espiritualidad de Pedro de San José Betancur fuese conocido a través del reconocimiento del Instituto nuevo en la Iglesia, por aprobación jurídica, obtenida por decreto laudatorio del 20 de febrero de 1891. Luego tendría la aprobación definitiva en 1909.,

## Organización
El Instituto de Hermanas Bethlemitas Hijas del Sagrado Corazón de Jesús es una congregación religiosa femenina de derecho pontificio, cuyo gobierno general es ejercido por un JM superior. Para distribuir la administración del mismo, se divide en seis provincias, cada una gobernada por una superiora provincial. Cada comunidad tiene igualmente su propia superiora local. La casa general se encuentra en Bogotá (Colombia). Entre los diferentes conventos que las Bethlemitas poseen destaca especialmente el Santuario del Santo Hermano Pedro en Vilaflor (España), construido en donde nació el Santo Hermano JM.
Las betlemitas se dedican a la educación, a la evangelización y a la ayuda social. En 2015, eran unas 663 religiosas, distribuidas en 90 comunidades, presentes en Chile, Colombia, Costa Rica, Ecuador, El Salvador, España, Estados Unidos, Guatemala, India, Italia, México, Nicaragua, Panamá y Venezuela.

## Personajes
- María Encarnación Rosal (1820-1886), beata, religiosa guatemalteca, reformadora de la rama femenina de la Orden de los Bethlemitas y considerada también reformadora de la Orden en general. Su nombre religioso era María Encarnación del Corazón de Jesús. Es venerada como beata en la Iglesia católica. Fue elevada a los altares por el papa Juan Pablo II, el 4 de mayo de 1997. Su fiesta se celebra el 27 de octubre.